# 烈車戰隊特急者 THE MOVIE 銀河路線SOS
《烈車戰隊特急者 THE MOVIE 銀河路線SOS》（日语：烈車戦隊トッキュウジャー THE MOVIE ギャラクシーライン・エスオーエス），是日本特攝節目《烈車戰隊特急者》的獨立劇場版。日本地區預定於2014年7月19日上映。
此外《假面騎士系列》作品《假面騎士鎧武》劇場版《劇場版 假面騎士鎧武 足球大決戰！黃金果實爭奪杯！》亦同步上映。

## 劇情
約50年前，人類成功登上太空，人類的無限想像力因而開始擴展，亦令彩虹路線的軌道發展至宇宙，就是每25年於太陽系行走一圈的宇宙大環線------銀河路線。

有一日，行駛於銀河路線上的5部動物烈車遭到暗黑路線於宇宙內的幹部奈亞伯爵攻擊並墜落在地球的彩虹路線上，特急者們因而趕到現場並與奈亞伯爵及其手下獵犬暗影戰鬥。而來斗其後遭獅子烈車帶走並希望利用來斗的想像力重回宇宙，但由於其他動物烈車已於宇宙內失散，故此不成功重回宇宙。銀河路線的車掌蕾迪決定求助來斗等人，而來斗亦答應幫忙令動物烈車能夠重回銀河路線。但因為時代的變遷下，人們的想像力變得減弱，蕾迪本來對此感到絕望之際亦從車掌口中明解來斗等人協助她的原因，怎料奈亞伯爵已經過來突襲動物烈車，但來斗等人亦準備了作戰計劃，不但令動物烈車再次返回銀河路線外，亦成功摧毀奈亞伯爵的專用暗影號。奈亞伯爵跟獵犬暗影因而合體並巨大化，來斗等人亦召喚了特急烈車應戰，但所有烈車都不敵奈亞伯爵。就在特急者們即將宣告戰敗之際動物烈車再次回來並讓來斗負責駕駛，五部動物烈車亦合體為動物園獅王並成功打敗奈亞伯爵。最後動物烈車亦能再次發車繼續於銀河路線行駛。

## 用語
銀河路線 (ギャラクシーライン Galaxy Line)
約50年前，人類成功登上太空，人類的無限想像力因而開始擴展，亦令彩虹路線的軌道發展至宇宙，就是每25年於太陽系行走一圈的宇宙大環線。

## 登場人物

### 《烈車戰隊特急者》
來斗/ 特急1號（トッキュウ1号）
戰鬥隊長。常跑在烈車戰隊的打頭陣，精神的戰士。想像力為五人當中最強大的。
轉乘為動物烈車時的型態為獅子。使用武器為一對獅爪。
十勝/ 特急2號（トッキュウ2号）
支援隊長。頭腦非常聰明，知識淵博，一本正經但很多事情經常會想太多。
轉乘為動物烈車時的型態為鷹。可以展開雙手的翅膀飛翔並進行空中戰。
美緒/ 特急3號（トッキュウ3号）
保姆隊長。可靠的女性，也有幫助朋友的時候。好像掌握著幾種武術，以性格陸續使出技能。
轉乘為動物烈車時的型態為野貓。手指會戴上貓爪指套。
洸/ 特急4號（トッキュウ4号）
影子隊長。決不會有事能令他驚慌的戰士。危機的時候，也毫不驚慌，並會發現逆轉的關鍵。
轉乘為動物烈車時的型態為短吻鱷。雙手配上短吻鱷的雙顎。
神樂/ 特急5號（トッキュウ5号）
入戲隊長。可愛的性格，會以各種的角色作戰。讓人產生錯覺的強大，但似乎是意外的力量。
轉乘為動物烈車時的型態為熊貓。全身會穿得毛茸茸，而且可造成強大撞擊力。
虹野明（にじの あきら）/ 特急6號（トッキュウ6号）
本來可是暗影路線怪人薩拉姆。退出暗影路線後為了贖罪並保護彩虹而成為彩虹路線的維修人員。而虹野明這名字是阿光等人為他而取的新名字。
專長是口琴與直笛，並在登場時吹奏著自己創作的鎮魂曲，性格比較我行我素，口頭禪為「這是我的歸宿」。
車長
紅烈車的車長。知道一切有關特急者的秘密。口頭禪為「Imagina～tion」(還要拉大嗓子的叫)。
券券
車長右手上的腹語猴子。雖然看起來像是由車長發出的聲音，但牠卻堅決主張著「不同的個體」，真面目不明。說話很酸。

### 本作登場人物
蕾蒂
銀河路線的車長，對於時間非常嚴格，經常用懷錶檢查。
由於遭到黑伯爵襲擊及想像力不足，而困在地球，因此向來斗等人求助。
在來斗的計劃之下總算順利回歸宇宙，臨行前將動物園烈車借給特急者們使用，於《烈車戰隊特急者 VS 強龍者 THE MOVIE》再度登場。
券子
蕾蒂的卡通形態腹語娃娃，看起來像是由蕾蒂發出的聲音。
負責擔任帕斯科的配音員為飾演《海賊戰隊豪快者》中的豪快黃的演員市道真央，並且同時負責銀河路線烈車到站相關音效配音。
其後於2017年第41作《宇宙戰隊九連者》聲演天鷹桃---Raptor 283。
闇黑伯爵
劇場版出現的幹部。被派遣在宇宙中發展暗影路線於宇宙內的勢力，後來遭特急者等人打敗。
使用武器為一支火力強大的獵槍，跟施瓦茨將軍一樣擁有專用暗影號。
獵犬暗影（ハウンドシャドー）
黑伯爵的部下，遭特急者等人打敗。

## 特急列車

#### 獅子烈車（ライオンレッシャー，Lion Ressha）
【基本資料】
| 機體高度 | 機體寬度 | 機體長度 | 機體重量 | 航行速度 | 輸出馬力 |
| -------- | -------- | -------- | -------- | -------- | -------- |
| 5.9m     | 4.8m     | 50.6m    | 380t     | 680km    | 340萬    |

特急1號專用，擁有最強馬力的獅子蒸汽火車型烈車。
乘客車廂為特急者們的據點，亦安裝有LED電子告示板。
由強化特急不銹鋼製成，3節車廂。車頭上方的煙囪可將想像力能源像蒸氣一般排出，具有提高周邊想像力的能力。
於劇場版登場的銀河路線烈車，每25年繞太陽系為一周。
動物園特急王組成頭部及中央軀幹。

#### 老鷹烈車（イーグルレッシャー，Eagle Ressha）
【基本資料】
| 機體高度 | 機體寬度 | 機體長度 | 機體重量 | 航行速度 | 輸出馬力 |
| -------- | -------- | -------- | -------- | -------- | -------- |
| 8.0m     | 4.8m     | 49.6m    | 350t     | 780km    | 300萬    |

特急2號專用，裝載了最新操控系統以保障行車安全的老鷹新幹線型烈車。
由強化特急不銹鋼製成，3節車廂，雙面連結機體構造。具有即使車體傾斜，依然能完美操控的特性。
於劇場版登場的銀河路線烈車，每25年繞太陽系為一周。
動物園特急王組成右側軀幹及右腳。

#### 山貓烈車（ワイルドキャットレッシャー，Wild Cat Ressha）
【基本資料】
| 機體高度 | 機體寬度 | 機體長度 | 機體重量 | 航行速度 | 輸出馬力 |
| -------- | -------- | -------- | -------- | -------- | -------- |
| 7.5m     | 4.8m     | 26.7m    | 210t     | 600km    | 180萬    |

特急3號專用，能利用想像力能源的消耗進行加速或減速的山貓通勤電車型烈車。
由強化特急不銹鋼製成，2節車廂。具有準時到站的特性。
於劇場版登場的銀河路線烈車，每25年繞太陽系為一周。
動物園特急王組成右手。

#### 鱷魚烈車（アリゲーターレッシャー，Crocodile Ressha）
【基本資料】
| 機體高度 | 機體寬度 | 機體長度 | 機體重量 | 航行速度 | 輸出馬力 |
| -------- | -------- | -------- | -------- | -------- | -------- |
| 8.0m     | 4.8m     | 49.6m    | 350t     | 780km    | 300萬    |

特急4號專用，能挑戰風阻極限，並以其速度自豪的鱷魚新幹線型烈車。
由強化特急不銹鋼製成，3節車廂，雙面連結機體構造。能吸收周遭微弱的想像力能源。
於劇場版登場的銀河路線烈車，每25年繞太陽系為一周。
動物園特急王組成左側軀幹及左腳。

#### 熊貓烈車（パンダレッシャー，Panda Ressha）
【基本資料】
| 機體高度 | 機體寬度 | 機體長度 | 機體重量 | 航行速度 | 輸出馬力 |
| -------- | -------- | -------- | -------- | -------- | -------- |
| 7.5m     | 4.8m     | 26.7m    | 210t     | 600km    | 180萬    |

特急5號專用，用於眺望美好景色及享受長途旅行的熊貓通勤電車型烈車。
由強化特急不銹鋼製成，2節車廂。能有效地吸收周圍的想像力能源。
車廂座位是長座椅，最後的車廂更是女性專用車廂。
於劇場版登場的銀河路線烈車，每25年繞太陽系為一周。
動物園特急王組成左手。

#### 動物園獅王（サファリガオー，safari Lion）
【基本資料】
| 機體高度 | 機體寬度 | 機體長度 | 機體重量 | 航行速度 | 輸出馬力 |
| -------- | -------- | -------- | -------- | -------- | -------- |
| 29.1m    | 32.5m    | 60.8m    | 1,750t   | 650km    | 1,500萬  |

為五輛動物園烈車所組成的樣貌，外觀為一頭獅子。

#### 動物園特急王（サファリガオー ロボモード safari Lion robot）
【基本資料】
| 機體高度 | 機體寬度 | 機體厚度 |
| -------- | -------- | -------- |
| 48.4m    | 25.5m    | 25m      |

為五輛動物園烈車所組成的另一個型態。

## 演員
- 來斗/ 特急1號（聲）- 志尊淳
- 十勝/ 特急2號（聲）- 平牧仁
- 澪/ 特急3號（聲）- 小島梨里杏
- 光/ 特急4號（聲）- 橫濱流星
- 神樂/ 特急5號（聲）- 森高愛
- 虹野明/ 特急6號（聲）- 長濱慎
- 闇黑皇帝Ｚ- 大口兼悟
- レディ- 福原遙
- 車長- 關根勤

### 配音演出
- 推車/ 娃鞏 - 堀江由衣
- 黑男爵 - 福山潤
- 黑夫人 - 久川綾
- 黑將軍 - 壤晴彥
- 閃爍姑娘 - 日高範子
- ナイル伯爵 - 前山田健一
- ハウンドシャドー - KENN
- パス子 - M • A • O

## 工作人員
- 原作：八手三郎
- 腳本：小林靖子
- 音樂：羽岡佳
- 導演：竹本昇
- 攝影：松村文雄

## 音樂
主題歌
「烈車戦隊トッキュウジャー」
作詩：渡部紫緒 / 作曲・編曲：坂部剛 / 歌：伊勢大貴
插曲
「烈車戦隊トッキュウジャーサファリ」
作詩：藤林聖子 / 作曲：岩崎貴文 / 編曲：中畑丈治 / 歌：串田アキラ、堀江美都子

## 外部連結
- 官方網站 （页面存档备份，存于）（日語）